# Amygdaliá (Arcadie)
Amygdaliá (grec moderne : Αμυγδαλιά) est une localité située dans le dème de Cynourie-du-Sud, dans le district régional d'Arcadie, dans la périphérie du Péloponnèse, en Grèce.
Selon le recensement de 2021, elle compte 34 habitants.